# Verrières, Aveyron
Verrières är en kommun i departementet Aveyron i regionen Occitanien i södra Frankrike. Kommunen ligger  i kantonen Saint-Beauzély som ligger i arrondissementet Millau. År 2022 hade Verrières 364 invånare.

## Befolkningsutveckling
Antalet invånare i kommunen Verrières
Referens: INSEE